# Anemone flexuosissima
Anemone flexuosissima är en ranunkelväxtart som beskrevs av K.H. Rechinger. Anemone flexuosissima ingår i släktet sippor, och familjen ranunkelväxter. Inga underarter finns listade i Catalogue of Life.